# Elon Musk
Elon Reeve Musk, FRS, južnoafriško-kanadsko-ameriški poslovnež in politik, * 28. junij 1971, Pretoria, Republika Južna Afrika. 
Musk je znan po svojih ključnih vlogah in lastništvu v podjetjih SpaceX in Tesla ter vodenjem ameriškega Ministrstva za vladno učinkovitost pod Donaldom Trumpom. Poleg tega je tudi lastnik družbenega omrežja X (Twitter), in (so)ustanovitelj The Boring Company, xAI, Neuralink, OpenAI ter še več drugih podjetij. Musk je najbogatejši človek na svetu - po oceni Forbes je januarja 2025 bil vreden 421 milijard dolarjev.
Muskova dejanja in mnenja so kontroverzna. Kritiziran je bil zaradi neznanestvenih in zavajujočih izjav mdr. širjenja dezinformacij o COVID-19, teorij zarot, antisemitizma, povezav z ruskim režimom in podpori nemške skrajno desne stranke AfD. Leta 2024 se je začel odkrito aktivno udejstvovati v politiki in postal drugi največji finančni podpornik Donalda Trumpa. Musk je po njegovi izvolitvi postal del Trumpovega ožjega kroga in bil postavljen za vodjo novega Ministrstva za vladno učinkovitost.

## Življenjepis
Znan je kot ustanovitelj oz. soustanovitelj vrste uspešnih spletnih in tehnoloških podjetij ter velja za tehnološkega vizionarja, ki ga je revija Forbes leta 2018 uvrstila na 25. mesto svoje lestvice najvplivnejših ljudi na svetu. Njegovo premoženje ocenjujejo na več kot 200 milijard ameriških dolarjev.
Kariero je začel leta 1995, ko je z bratom Kimbalom ustanovil podjetje Zip2, ki je razvijalo spletno storitev za turistične vodnike. Širše je postal znan kot izvršni direktor podjetja PayPal, leta 2002 pa je ustanovil podjetje SpaceX z vizijo razvijati vesoljsko tehnologijo in poslati človeka na Mars. Dve leti kasneje se je kot predsednik upravnega odbora pridružil novoustanovljenemu podjetju Tesla Motors, ki razvija električne avtomobile, tam zdaj deluje kot izvršni direktor in razvojni inženir.
Leta 2015 je postal častni član Inštituta inženirjev elektrotehnike in elektronike (IEEE), leta 2018 pa je bil sprejet tudi za člana britanske Kraljeve družbe.

## Zasebno življenje

### Razmerja in otroci
Musk ima dvanajst otrok (en umrl v otroštvu) in je bil poročen ali v razmerju z večjim številom žensk, z nekaterimi sočasno. Njegova prva žena je bila kanadska pisateljica Justine Wilson, s katero je imel šest otrok. Ena izmed njegovih hčera iz prvega zakona je kasneje postala trans ženska in se Musku javno odrekla. Musk je za to okrivil različne instiucije in »woke« ideologijo, trdil, da je njegova hči mrtva in podal več transfobnih izjav. Hči je v javnem odzivu Muska opisala kot jezljivega, hladnega, neskrbnega in narcisističnega.
Muskova druga žena je bila angleška igralka Talulah Riley, s katero se je po dveh letih ločil, istega leta spet poročil, dve leti kasneje pa drugič ločil. Po tem je bil v razmerju z ameriško igralko Amber Heard, ki jo je skušal osvojiti že med poroko z Rileyovo. Po Heardovi je bil v razmerju z ameriško pevko Grimes, s katero je imel otroka, ki ga je poimenoval X Æ A-12, kar je sprožilo zgražanje javnosti zaradi obsodbe otroka s tako nepraktičnim imenom. Z Grimes je imel drugega otroka po tem, ko sta se leta 2021 že delno razšla, leta 2023 pa še tretjega. Z Grimes je Musk v sodnih sporih glede skrbništva otrok. Hkrati je v času razmerja z Grimes Musk imel dva otroka z zaposleno v njegovem podjetju Neuralink, kasneje pa še tretjega. V istem času je bil v razmerju s še dvema ženskama; ženo Sergeya Brina, soustanovitelja Googla in avstralsko igralko Natasho Bassett. Musk naj bi po poročanju The New York Times v Teksasu imel v lasti kompleks v katerega je nastanil svoje otroke in njihove matere.

### Obtožbe o spolnem nadlegovanju
Musk naj bi bil leta 2016 vpleten tudi v primer spolnega nadlegovanja stevardese, ki je delala za njegovo podjetje SpaceX. V zameno za molk naj bi ji plačal 250 tisoč dolarjev. Musk je te navedbe zanikal. V podjetju SpaceX naj bi po poročanju The Wall Street Journal Musk imel spolne odnose še z več ostalimi podrejenimi in jih naj bi tudi nagovarjal, da bi imele njegove otroke. Osem zaposlenih v SpaceX, ki jih je Musk odpustil po tem, ko so objavili odprto pismo, ki ga je kritiziralo, je proti njemu odprlo tožbo zaradi spolnega nadlegovanja.

### Igričarstvo
Musk se je večkrat javno bahal, da je velik igričarski zanesenjak in je v igrah Path of Exile 2 ter Diablo IV v samem svetovnem vrhu. Potem ko je svoje igranje prenašal v živo, so ostali igralci izpostavili, da Musk ne razume osnov igre in ga obtožili, da plačuje druge, da igrajo na njegovem računu. V maščevanju je Musk enemu izmed vidnejših kritikov za nekaj časa odvzel status preverjenega uporabnika na Twitterju in objavil njuna zasebna sporočila. Po vedno glasnejših kritikah je priznal, da res plačuje druge, da igrajo zanj, a da »nikoli ni nameraval prevzeti zaslug« in da se ne namerava opravičiti.

## Poslovna kariera

### Tesla
Tesla, Inc. –prvotno Tesla Motors– sta julija 2003 ustanovila Martin Eberhard in Marc Tarpenning, ki sta podjetje financirala in tako imela aktivno vlogo v zgodnjem razvoju podjetja. Elon Musk je februarja 2004 v podjetje vložil 6,5 milijona dolarjev, postal večinski delničar in se kot predsednik pridružil Teslinemu upravnemu odboru. Musk je prevzel aktivno vlogo v podjetju, a je vodenje kot izvršni direktor prevzel šele leta 2008. Danes velja za soustanovitelja Tesle, skupaj z Eberhardom in Tarpenningom.
Od leta 2010 se je delnica Tesle znatno povečala in poleti 2020 postal najdragocenejši proizvajalec avtomobilov. Kasneje istega leta je vstopil v S&P 500. Oktobra 2021 je dosegla tržno kapitalizacijo vredno 1 bilijon dolarjev in tako velja za šesto podjetje v zgodovini ZDA, ki mu je to uspelo.
Oktobra 2021 je Elon Musk prodal za 4,36 milijarde dolarjev vrednih delnic Tesle, potem ko je na Twitterju predlagal prodajo 10% delnic, ki jo je podprlo več kot 3,5 milijona ljudi na Twitterju.

## Politika
Musk je bil včasih registriran kot neopredeljen volivec, doniral je tako demokratom kot republikancem. Opisan je bil kot relativno apolitičen in zmeren. Na predsedniških volitvah leta 2016 je rekel, da je volil za Hillary Clinton, leta 2020 pa za Joeja Bidna. Po nakupu Twitterja leta 2022 so se njegovi pogledi usmerili močno na desno. Začel je trditi, da je Demokratska stranka »stranka delitev in sovraštva«, in financirati različne republikanske kampanje.
V začetku leta 2024 je Musk postal glasen podpornik Donalda Trumpa in njegov drugi največji politični donator na volitvah za predsednika ZDA. Pred tem je Trumpa večkrat kritiziral. Muskovi pogledi so bili opisani kot desničarski in konzervativni. Na svojem družbenem omrežju je kljub kršitvi pravil delil skrajno desne dezinformacije, mnoge teorije zarot, lažne posnetke Trumpove protikandidatke Kamale Harris, zapisal pa je tudi, da je nenavadno, da nihče še ni poskusil ubiti Harrisove ali Bidna. Mnogokrat je tudi delil zavajujoče objave o priseljencih in volilnih prevarah. Kljub temu Musk zase trdi, da je zmeren in da ni konzervativen. Donald Trump je sprejel Muska v svoj ožji krog in izjavil, da ga potrebuje za uničenje ministrstva za izobraževanje in vzpostavitev komisije za učinkovitost vlade. Po izvolitvi Trumpa, je ta razglasil, da bo Musk z Vivekom Ramaswamyem vodil novo ministrstvo za učinkovitost vlade.
Musk nasprotuje obdavčitvi miljarderjev. Promoviral je lažno teorijo zarote o napadu na moža Nancy Pelosi, kasneje je te tvite sicer izbrisal. Na Twitterju je širil lažne informacije o vladnih ukrepih za pomoč po hurikanu Helena in teorijah zarote o ameriških volitvah, po katerih naj bi Demokrati »uvažali« ilegalne migrante, ki potem volijo za njih.
Musk je bil zaradi svojega velikega vpliva na politiko, Trumpa, družbena omrežja, javno razpravo in industrijo bil označen za ameriškega oligarha, »dejanskega« predsednika ZDA, »predsednika iz sence« in »so-predsednika«.

### Mednarodna politika

#### Kitajska
Musk je mnogokrat hvalil Kitajsko, z vlado, s katero naj bi imel bližnje odnose, kar mu je omogočilo dostop do kitajskega trga za Teslo. Po odprtju tovarne v Šanghaju se je Musk zahvalil kitajski vladi in kritiziral ZDA in Američane.(str.207–208) Leta 2022 je napisal članek za uradno revijo Kibernetske administracije Kitajske, ki je odgovorna za cenzuro interneta na Kitajskem, kar so mnogi izpostavili kot nasprotje njegovim besedam o svobodi govora. Kasneje je Musk za Tajvan predlagal, da postane »posebno območje« Kitajske.

#### Rusija
Po poročanju Reuters-a je Musk septembra 2022 med hitronapredujočo ukrajinsko protiofenzivo v Hersonu osebno ukazal izklop vsaj 100 sistemov Starlink, ki so postali ključni del ukrajinske komunikacije na bojišču, kar je preprečilo obkolitev ruskih sil v mestu Berislav. Oktobra 2022 je Musk med rusko invazijo na Ukrajino na Twitterju predlagal »mirovni načrt«, po katerem bi Rusija smela obdržati okupirani polotok Krim, Ukrajina pa bi bila prisiljena zopet postati nevtralna država in se odreči članstvu v NATO. Po poročanju naj bi pred tem predlogom Musk govoril z Vladimirjem Putinom, kar je sam sicer zanikal. Musk je večkrat podal izjave v katerih je trdil, da bi ruska vojna proti Ukrajini lahko vodila v uporabo jedrskega orožja in 3. svetovno vojno. Musk je tudi trdil, da bi bilo potrebno ponovno izvesti »referendume«, ki so jih v okupiranih delih Ukrajine izvedle ruske oblasti. Te bi Rusija zapustila le, če je to »volja ljudstva«. V zapisih je ukrajinski Krim opisal kot »napako Hruščova«, kar je bilo izpostavljeno kot jezik direktno iz ruske propagande.
The Wall Street Journal je oktobra 2024 poročal, da je Musk od leta 2022 v rednih kontaktih z ruskim predsednikom Putinom, Sergejem Kirijenkom, ki nadzira rusko okupirana ozemlja Ukrajine in dezinfomacijske kampanje ter drugimi visokimi ruskimi uradniki, s katerimi govori o osebnih tematikah, geopolitiki in gospodarstvu. Kremelj je medtem trdil, da sta Putin in Musk govorila samo enkrat. The Journal je poročal, da je Putin kot uslugo kitajskemu predsedniku Ši Džinpingu Muska prosil naj izklopi satelite Starlink nad Tajvanom. Julija 2023 je komunikacija med Tajvanom in Starlinkom zastala. Poročano je bilo, da so stiki med Muskom in Putinom strogo varovana skrivnost v ruski vladi zaradi Muskove vpletenosti z Donaldom Trumpom. Nekateri ameriški politiki so pozvali k preiskavi Muska.

#### Izrael
Novembra 2023 je Musk kritiziral povračilne ukrepe Izraela v Gazi po pokolu 7. oktobra. Izjavil je, da je Hamas namenoma izvedel grozodejstva, da bi izzval čim bolj agresiven odgovor Izraela. Kasneje je na Twitterju uvedel pravila, po katerih so uporabniki, ki uporabijo fraze kot »dekolonizacija« in »od reke do morja«, suspendirani zaradi implikacije genocida nad Judi.

#### Združeno kraljestvo
Avgusta 2024 je v času izgredov v državi Musk kritiziral premiera Združenega kraljestva Keira Starmerja. Musk je na Twitterju zapisal, da je v Britaniji »državljanska vojna neizbežna«. Pred tem je omogočil vrnitev skrajno desnega britanskega aktivista Tommya Robinsona na Twitter in imel z njim več interakcij. Musk je nato promoviral teorijo zarote, da namerava britanska vlada na Falklandskih otokih zgraditi taborišča za izgrednike. Decembra 2024 so mediji poročali, da Musk pred prihodnjimi volitvami v Britaniji namerava donirati 100 milijonov ameriških dolarjev Nigelu Farageu in mu pomagati postati premier. Zaradi zakonskih omejitev donacij iz tujine naj bi se nameraval poslužiti britanske veje Twitterja.

#### Nemčija
Konec leta 2024 je Musk pred predčasnimi parlamentarnimi volitvami v Nemčiji podprl skrajno desničarsko stranko Alternativa za Nemčijo (AfD) s trditvijo, da  »samo AfD lahko reši Nemčijo«. Pred tem je trdil, da AfD ni skrajno desna stranka in nemškega kanclerja Olafa Scholza označil za »bedaka«. Po avtomobilskem napadu v Magdeburgu konec 2024 se je izkazalo, da je napadalec bil skrajni desničarar in protiislamist, ki je hvalil Muska in AfD, Musk pa je v odzivu trdil, da je ateizem napadalce »prevara da se izogne izročitvi (Savdski Arabiji)«.
V novoletnem nagovoru 2025 je nemški kancler kritiziral Muskovo politično delovanje v Nemčiji in zagotovil, da bodo volitve v Nemčiji odločili Nemci in ne lastniki družbenih omrežij.
Januarja 2025 je Musk pred volitvami imel intervju z vodjo AfD Alice Weidel. Vodilni nemški politiki so se odzvali negativno in to označili za vmešavanje v volitve. Ker je Musk del prihajajoče Trumpove administracije, je vodja SPD izrazil strah, da »lahko vmešavanje v nemške volitve poteka v imenu prihajajoče vlade ZDA.« Evropska komisija je naznanila preiskavo intervjuja in sporočila, da bi to lahko vplivalo na potekajočo preiskavo Muskovega Twitterja zaradi kršitev zakonodaje EU glede dezinformacij in transparentnosti na družbenih omrežjih.
Muskovi poskusi vmešavanja v nemško politiko in nacistični pozdrav, so vplivali tudi na poslovne rezultate njegovega podjetja Tesla v Nemčiji, kjer je prodaja njegovih vozil leta 2025 močno padla, le 3% Nemcev pa se je izreklo, da bi potencialno kupili njegovo vozilo.

### Antisemitizem
Izraelska vlada in več medijev je Muska obtožilo antisemitizma zaradi njegovega promoviranja teorij zarot o Georgu Sorosu. Nekaj izraelskih uradnikov je Muska branilo in zanikalo obtožbe.
15. novembra 2023 je Judovski uporabnik Twitterja objavil posnetek, ki obsoja frazo »Hitler je imel prav« in ljudi, ki to pišejo poziva naj to rečejo Judom v obraz. Drug uporabnik je objavil komentar v katerem je trdil, da Judje promovirajo sovraštvo proti belcem in da Judje zahodne države polnijo s »hordami« manjšin, ki jih sovražijo. Musk je na to odgovoril: »Izrekel si dejansko resnico.« Trdil je, da sicer ne verjame, da »vse judovske skupnosti« sovražijo belce, izpostavil pa je Anti-Defamation League. Muskovi komentarji so bili množično kritizirani kot promocija belskega nacionalizma in širjenja antisemitske teorije zarote, po kateri Judje širijo »sovraštvo proti belcem«. Naslednji dan je Musk spisal nov tvit, ki je bil interpretiran kot podpora belskemu supremacizmu, kar je povzročilo distanciranje več oglaševalcev.
Januarja 2024 je Musk skupaj z vodjo evropske judovske asociacije, konzervativnim vplivnežem Benom Shapirom in internirancem Gidonom Levom obiskal koncentracijsko taborišče Auschwitz. Na konferenci je tudi govoril o porastu antisemitizma. The New York Times je ta izlet opisal kot poskus rehabilitacije svoje javne podobe.
Januarja 2025 je Musk prek videopovezave govoril na kongresu nemške skrajno desne stranke Alternativa za Nemčijo, ki je potekal dva dni pred svetovnim dnevom spomina na žrtve holokavsta. V govoru je izjavil, da se Nemčija »preveč osredotoča na svojo preteklo krivdo« od katere se »mora odmakniti«. Ta izjava je sprožila številne kritike, mdr. tudi od poljskega premiera Donalda Tuska, ki je izpostavil, da »pozaba krivde za nacistične zločine zveni vse preveč znano, še posebno kmalu pred obletnico osvoboditve Auschwitza«.

#### Kontroverza s hitlerjevim pozdravom
Med inavguracijo Donalda Trumpa januarja 2025 se je Musk med svojim govorom udaril po prsih in nato pod kotom v zrak iztegnil desnico s stegnjeno in dol obrnjeno dlanjo, nato pa ta gib ponovil še za občinostvo za njim. Po tem je izjavil »moje srce gre za vas«. To je ogorčilo politike, strokovnjake za fašizem in svetovno javnost, saj se je gib ujemal z nacističnom pozdravom. Musk je v odzivu na kritike izjavil, da so primerjave s Hitlerjem že iztrošene, obtožbe, da je izvedel nacistični pozdrav, pa je izrecno zanikal na socialnem omrežju X in podcastu The Joe Rogan Experience. Nekateri so trdili, da je šlo le za »nerodno gesto«. Izraelski predsednik Benjamin Netanjahu je primerjave z nacističnim pozdravom označil za »lažno očrnjenje«. Po ugotovitvah The Associated Press so skrajni desničarji Muskovo dejanje kljub morebitnem nesporazumu razumeli kot dokaz podpore in ga sprejeli za svojega.

### COVID-19
Musk je bil deležen kritik zaradi svojih javnih komentarjev in dejanj med pandemijo covida-19. O virusu je širil neresnične informacije, trdil, da so statistike umrlih napihnjene, in promoviral diskreditiran članek o pozitivnih učinkih klorokina.
Marca 2020 je Musk zapisal, da je »panika koronavirusa neumna«. V e-poštnem sporočilu uslužbencem Tesle je zapisal, da je COVID-19 »vrsta prehlada«, in napovedal, da primeri okužb ne bodo presegli 0,1 % populacije ZDA. 19. marca 2020 je trdil, da bo do konca aprila »blizu nič« novih primerov okužb v ZDA, kar je časopis Politico uvrstil med »najbolj samozavestne spektakularno napačne napovedi« leta 2020. Musk je tudi javno ponovil ovržene trditve, da so otroci »praktično imuni« na COVID-19.
Musk je obsodil ukrepe proti širjenju COVID-19 in sprva ni hotel upoštevati navodil o zaprtju tovarn. Maja 2020 je odprl tovarno Tesla kljub kršenju lokalnih zakonov. Delavcem je zagrozil, da če ga ne ubogajo in ne pridejo na delo, ne bodo plačani, njihove socialne ugodnosti pa bodo ogrožene.
Marca 2020 je Musk obljubil, da bo Tesla v primeru pomanjkanja ventilatorjev za COVID-19 paciente izdelala svoje ali jih kupila. Na ponudbo se je odzval župan New Yorka. Musk je na koncu kupil in doniral drugačne naprave, kot je obljubljal.
Septembra 2020 je Musk izjavil, da se ne bo cepil s cepivom proti covidu-19, ker da COVID »ne ogroža« njega ali njegovih otrok. Dva meseca kasneje se je okužil z virusom, a trdil, da so testi na COVID-19 nezanesljivi, saj naj bi ga štirikrat testirala ista sestra na isti napravi in naj bi dvakrat bil pozitiven, dvakrat pa negativen. V odziv na njegove izjave je raziskovalec torontskega Princess Margaret Cancer Centre pojasnil, zakaj takšen izid testa ne ovrže njegove veljavnosti, Muska pa označil z vzdevkom »Space Karen« (tj. nadležna gospa iz vesolja), ki se je hitro razširil po Twitterju. Decembra 2021 je Musk sporočil, da so se on in njegovi otroci cepili, a nasprotoval obveznemu cepljenju.